# Куземівка
Кузе́мівка — село в Україні, у Коломийчиській сільській громаді Сватівського району Луганської області.
Населення становить 689 осіб. Орган місцевого самоврядування — Куземівська сільська рада.

## Географія
У селі бере початок балка Суха Кобилка.

## Історія
Весною 1910 року у селі Куземівка розпочався спалах епідемії холери у Харківській губернії. Першою захворілою була уродженка села Струкова (до шлюбу Посохова). Вона разом з родиною, до початку хвороби, відвідала Харків та Куряж, де пила воду з місцевого струмка. Першою померлою стала матір Струкової. Після того як кількість захворілих сягнула десятка, у селі було запроваджено карантин. 2 [15] травня 1910 його відвідала спеціальна комісія з Харкова та Куп'янська, яка розпорядилася побудувати холерний барак у селі та привести до ладу криниці. Побудований холерний барак був розрахований на 10 ліжок, але за необхідності міг бути й переобладнаним на 25 ліжок. До села були направлені з Харкова епідемічні лікарі Григорович О. П. та Буржанадзе Ф. П.
З 6 жовтня 2022 року почались Бої за Куземівку

## Населення

### Мова
Розподіл населення за рідною мовою за даними перепису 2001 року:
| Мова            | Кількість | Відсоток |
| --------------- | --------- | -------- |
| українська      | 658       | 95.50%   |
| російська       | 29        | 4.21%    |
| білоруська      | 1         | 0.15%    |
| інші/не вказали | 1         | 0.14%    |
| Усього          | 689       | 100%     |

## Пам'ятки
Поблизу села розташований загальнозоологічний заказник місцевого значення «Сватівський», а також геологічна пам'ятка природи «Куземівський яр».